# Siffertjärnen
Siffertjärnen är en sjö i Gagnefs kommun i Dalarna och ingår i Dalälvens huvudavrinningsområde. Sjön har en area på 0,0418 kvadratkilometer och ligger 198,1 meter över havet.

## Delavrinningsområde
Siffertjärnen ingår i det delavrinningsområde (671778-146730) som SMHI kallar för Mynnar i Dalälvens vattendragsyta. Medelhöjden är 244 meter över havet och ytan är 12,45 kvadratkilometer. Det finns inga avrinningsområden uppströms utan avrinningsområdet är högsta punkten. Vattendraget som avvattnar avrinningsområdet har biflödesordning 2, vilket innebär att vattnet flödar genom totalt 2 vattendrag innan det når havet efter 231 kilometer. Avrinningsområdet består mestadels av skog (77 procent). Avrinningsområdet har 0,05 kvadratkilometer vattenytor vilket ger det en sjöprocent på 0,4 procent. Bebyggelsen i området täcker en yta av 0,55 kvadratkilometer eller 4 procent av avrinningsområdet.